# Curvatura scalare
In geometria differenziale la curvatura scalare (o scalare di Ricci) è il più semplice invariante di curvatura di una varietà riemanniana. Ad ogni punto della varietà essa associa un numero reale determinato dalla geometria intrinseca della varietà intorno a quel punto. La curvatura scalare è definita a partire dal tensore di curvatura di Ricci, che è a sua volta definito a partire dal tensore di Riemann.

## Definizione
Sia {\displaystyle M} una varietà riemanniana o varietà pseudo-riemanniana. La curvatura scalare è una funzione differenziabile che associa ad ogni punto di {\displaystyle M} un numero reale, definito contraendo i due indici del tensore di curvatura di Ricci nel modo seguente:
{\displaystyle R=g^{ij}R_{ij}.}
Il tensore di curvatura di Ricci è un tensore di tipo {\displaystyle (0,2)}, ovvero una forma bilineare. La curvatura scalare è la traccia di questa forma bilineare. Per calcolare la traccia è necessario fare uso del tensore metrico {\displaystyle g}, presente nella formula.
La curvatura scalare è un tensore di tipo {\displaystyle (0,0)}, ovvero una funzione.

## Proprietà

### Simboli di Christoffel
In un sistema di coordinate, la curvatura scalare dipende dai simboli di Christoffel e dalle loro derivate parziali nel modo seguente:
{\displaystyle R=g^{ab}\left({\frac {\partial \Gamma _{ab}^{c}}{\partial x_{c}}}-{\frac {\partial \Gamma _{ac}^{c}}{\partial x_{b}}}+\Gamma _{ab}^{c}\Gamma _{cd}^{d}-\Gamma _{ac}^{d}\Gamma _{bd}^{c}\right)}

### Volume
La curvatura scalare può essere interpretata geometricamente come un numero che misura il modo in cui è distorto il volume intorno ad un punto.
Quando la curvatura scalare in un punto è positiva, il volume di una piccola palla centrata nel punto {\displaystyle p} della varietà riemanniana {\displaystyle M} ha volume minore di una palla dello stesso raggio nello spazio euclideo. D'altra parte, se la curvatura scalare è negativa, la palla ha volume maggiore. Da un punto di vista quantitativo, questa relazione può essere espressa come segue. Il rapporto fra i volumi di una palla di raggio {\displaystyle \varepsilon } è dato da
{\displaystyle {\frac {\operatorname {Vol} (B_{\varepsilon }(p)\subset M)}{\operatorname {Vol} (B_{\varepsilon }(0)\subset {\mathbb {R} }^{n})}}=1-{\frac {R}{6(n+2)}}\varepsilon ^{2}+O(\varepsilon ^{4})}
La derivata seconda di questo rapporto, valutata in {\displaystyle \varepsilon =0}, è esattamente 
{\displaystyle -{\frac {R}{3(n+2)}}.}
Analogamente, i bordi di queste palle sono delle {\displaystyle (n-1)}-sfere, le cui aree soddisfano la relazione seguente:
{\displaystyle {\frac {\operatorname {Area} (\partial B_{\varepsilon }(p)\subset M)}{\operatorname {Area} (\partial B_{\varepsilon }(0)\subset {\mathbb {R} }^{n})}}=1-{\frac {R}{6n}}\varepsilon ^{2}+O(\varepsilon ^{4})}

### Oggetto riemanniano
A differenza del tensore di Riemann e del tensore di Ricci, la curvatura scalare necessita fortemente del tensore metrico {\displaystyle g} per essere definita. Non esiste quindi una definizione di curvatura scalare nel contesto più ampio delle connessioni.

## Esempi

### Superficie
In una superficie la curvatura scalare è pari alla curvatura gaussiana {\displaystyle K} moltiplicata per due:
{\displaystyle R=2K.}

### Sfera
La curvatura scalare di una ipersfera {\displaystyle S^{n}} di raggio {\displaystyle r} è costante in ogni punto, ed è pari a
{\displaystyle {\frac {n(n-1)}{r^{2}}}.}